# Smithson-Gletscher
Der Smithson-Gletscher ist ein Gletscher in den Bowers Mountains im ostantarktischen Viktorialand. Er fließt von den Hängen des Mount Verhage nach Norden entlang der Westseite der Posey Range und mündet am Mount Draeger in den Graveson-Gletscher. 
Kartografisch erfasst wurde er durch Vermessungsarbeiten des United States Geological Survey und mithilfe von Luftaufnahmen der United States Navy zwischen 1960 und 1962. Das Advisory Committee on Antarctic Names benannte ihn 1970 nach Scott B. Smithson, Geologe auf der McMurdo-Station von 1967 bis 1968.